# Liste der Baudenkmale im Landkreis Nordwestmecklenburg

Karte des Landkreises Nordwestmecklenburg

Diese Liste enthält die Baudenkmale im Landkreis Nordwestmecklenburg. Grundlage ist die Denkmalliste des Landkreises Nordwestmecklenburg. Die Angaben in den einzelnen Listen ersetzen nicht die rechtsverbindliche Auskunft der zuständigen Denkmalschutzbehörde.

## Aufteilung
Wegen der großen Anzahl von Kulturdenkmalen im Landkreis Nordwestmecklenburg ist diese Liste in Teillisten nach den Städten und Gemeinden aufgeteilt.
| Stadt/Gemeinde      | Karte | Denkmalliste      | Bild eines Denkmals   |
| ------------------- | ----- | ----------------- | --------------------- |
| Alt Meteln          |       | Baudenkmale       | Dorfkirche            |
| Bad Kleinen         |       | Baudenkmale       | Bahnhof               |
| Barnekow            |       | keine Baudenkmale |                       |
| Benz                |       | Baudenkmale       | Gutshaus              |
| Bernstorf           |       | Baudenkmale       | Herrenhaus            |
| Bibow               |       | Baudenkmale       | Gutshaus              |
| Blowatz             |       | Baudenkmale       | Kirche                |
| Bobitz              |       | Baudenkmale       | Kirche                |
| Boiensdorf          |       | Baudenkmale       | Windmühle             |
| Boltenhagen         |       | Baudenkmale       | Kirche                |
| Brüsewitz           |       | Baudenkmale       | Kulturhaus            |
| Carlow              |       | Baudenkmale       | Mühle                 |
| Cramonshagen        |       | Baudenkmale       | Kirche                |
| Dalberg-Wendelstorf |       | Baudenkmale       |                       |
| Damshagen           |       | Baudenkmale       | Gutshaus              |
| Dassow              |       | Baudenkmale       | Speicher              |
| Dechow              |       | Baudenkmale       |                       |
| Dorf Mecklenburg    |       | Baudenkmale       | Pfarrscheune          |
| Dragun              |       | Baudenkmale       | Kirche                |
| Gadebusch           |       | Baudenkmale       | Rathaus               |
| Gägelow             |       | Baudenkmale       | Kapelle               |
| Glasin              |       | Baudenkmale       | Kirche                |
| Gottesgabe          |       | Baudenkmale       |                       |
| Grambow             |       | Baudenkmale       | Herrenhaus            |
| Grevesmühlen        |       | Baudenkmale       | ehemaliges Rathaus    |
| Grieben             |       | Baudenkmale       | Kirche                |
| Groß Molzahn        |       | Baudenkmale       |                       |
| Groß Stieten        |       | Baudenkmale       |                       |
| Hohenkirchen        |       | Baudenkmale       | Kirche                |
| Hohen Viecheln      |       | Baudenkmale       | Kirche                |
| Holdorf             |       | Baudenkmale       | Gutshaus              |
| Hornstorf           |       | Baudenkmale       | Kirche                |
| Insel Poel          |       | Baudenkmale       | Leuchtturm            |
| Jesendorf           |       | Baudenkmale       | Kirche                |
| Kalkhorst           |       | Baudenkmale       | Gutshaus              |
| Klein Trebbow       |       | Baudenkmale       | Kirche                |
| Klütz               |       | Baudenkmale       | Pfarrhaus             |
| Kneese              |       | Baudenkmale       |                       |
| Königsfeld          |       | Baudenkmale       | Kriegerdenkmal        |
| Krembz              |       | Baudenkmale       | Kirche                |
| Krusenhagen         |       | Baudenkmale       |                       |
| Lübberstorf         |       | Baudenkmale       |                       |
| Lübow               |       | Baudenkmale       | Kirche                |
| Lübstorf            |       | Baudenkmale       | Schlossanlage         |
| Lüdersdorf          |       | Baudenkmale       | Kirche und Zollhaus   |
| Lützow              |       | Baudenkmale       | Körnergedenkstätte    |
| Menzendorf          |       | Baudenkmale       | Kirche                |
| Metelsdorf          |       | Baudenkmale       |                       |
| Mühlen Eichsen      |       | Baudenkmale       | Wassermühle           |
| Neuburg             |       | Baudenkmale       | Windmühle             |
| Neukloster          |       | Baudenkmale       | Rathaus               |
| Passee              |       | Baudenkmale       | Kirche                |
| Perlin              |       | Baudenkmale       | Kirche                |
| Pingelshagen        |       | keine Baudenkmale |                       |
| Pokrent             |       | Baudenkmale       | Kapelle               |
| Rehna               |       | Baudenkmale       | Kloster               |
| Rieps               |       | Baudenkmale       |                       |
| Roduchelstorf       |       | Baudenkmale       |                       |
| Roggendorf          |       | Baudenkmale       | Gutshaus              |
| Roggenstorf         |       | Baudenkmale       | Kirche                |
| Rögnitz             |       | Baudenkmale       |                       |
| Rüting              |       | Baudenkmale       | Kirche                |
| Schildetal          |       | Baudenkmale       | Gutshaus              |
| Schlagsdorf         |       | Baudenkmale       | Kirche                |
| Schönberg           |       | Baudenkmale       | Schule                |
| Seehof              |       | keine Baudenkmale |                       |
| Selmsdorf           |       | Baudenkmale       | Sühnkreuz             |
| Siemz-Niendorf      |       | Baudenkmale       | Schulzenhaus          |
| Stepenitztal        |       | Baudenkmale       | Bauernhaus            |
| Testorf-Steinfort   |       | Baudenkmale       |                       |
| Thandorf            |       | Baudenkmale       |                       |
| Upahl               |       | Baudenkmale       | Bauernhaus            |
| Utecht              |       | Baudenkmale       |                       |
| Veelböken           |       | Baudenkmale       | Gutshaus              |
| Ventschow           |       | Baudenkmale       |                       |
| Warin               |       | Baudenkmale       | Bahnhof               |
| Warnow              |       | Baudenkmale       | Kirche                |
| Wedendorfersee      |       | Baudenkmale       | Schloss               |
| Wismar              |       | Baudenkmale       | Markt mit Wasserkunst |
| Zickhusen           |       | Baudenkmale       | Kirche                |
| Zierow              |       | Baudenkmale       | Gutshaus              |
| Zurow               |       | Baudenkmale       | Kirche                |
| Züsow               |       | Baudenkmale       | Kirche                |